# Diestrammena caudata
Diestrammena caudata är en insektsart som beskrevs av Gorochov, Rampini och Di Russo 2006. Diestrammena caudata ingår i släktet Diestrammena och familjen grottvårtbitare. Inga underarter finns listade i Catalogue of Life.